# 布吉馬
36°48′N 4°09′E / 36.800°N 4.150°E
布吉馬（阿拉伯语：‎），是阿爾及利亞的城鎮，位於該國北部提濟烏祖省，由馬庫達區負責管轄，面積35平方公里，2008年人口15,628，人口密度每平方公里447人。